# Simon Ramo
Simon Ramo (Salt Lake City, 7 maggio 1913 – Santa Monica, 27 giugno 2016) è stato un ingegnere e imprenditore statunitense.

## Biografia
Diplomatosi nel 1933 all'Università dello Utah, proseguì gli studi al California Institute of Technology, dove eseguì misurazioni molto precise di tensioni dell'ordine di 1.000 kV. Conseguito il dottorato nel 1936, fu assunto dalla General Electric, dove migliorò i metodi di misura delle alte tensioni e standardizzò la tecnica basata sull'oscillografo a raggi catodici. Controllando il fascio di elettroni con una precisione da poter registrare i fenomeni transitori con una risoluzione temporale paragonabile al tempo di transito  degli elettroni nella corrente, Ramo elaborò le formule per l'aberrazione nelle lenti elettroniche elettrostatiche, che concorrono alla realizzazione del microscopio elettronico.
Occupandosi poi di onde progressive nei flussi di elettroni, analizzò quantitativamente la propagazione delle onde elettromagnetiche  nelle correnti di elettroni  e giunse alla conclusione che per generare maggiori potenze mediante microonde è necessario usare velocità molto più alte e quindi anche alte tensioni per raggiungere un rapporto corretto tra velocità dell'elettrone e frequenza di oscillazione. Usando una carica spaziale rotante, ossia il passaggio reiterato della stessa corrente attraverso i risonatori, riuscì a generare frequenze di migliaia di megahertz; con tale sistema fu il primo a far oscillare ad impulsi il tipo di tipo magnetron.